# Municipio de Western Prong
El municipio de Western Prong (en inglés: Western Prong Township) es un municipio ubicado en el  condado de Columbus en el estado estadounidense de Carolina del Norte. En el año 2010 tenía una población de 811 habitantes.

## Geografía
El municipio de Western Prong se encuentra ubicado en las coordenadas 34°26′36.61″N 78°46′0.07″O / 34.4435028, -78.7666861.